# Omicidi di Keddie
Gli omicidi di Keddie o Keddie murders sono un quadruplo omicidio rimasto irrisolto avvenuto nel 1981 a Keddie, una località di villeggiatura rurale nella Sierra Nevada, nel nord della California. Le vittime furono Glenna Susan "Sue" Sharp (nata Davis; nata il 29 marzo 1945); suo figlio, John Steven Sharp (nato il 16 novembre 1965); sua figlia, Tina Lynn Sharp (nata il 22 luglio 1968); e l'amico di John, Dana Hall Wingate (nato l'8 febbraio 1964).
Gli omicidi hanno avuto luogo nella Cabina 28 del Keddie Resort nella tarda serata dell'11 aprile 1981 o nella mattina seguente, e i corpi di Sue, John e Dana sono stati ritrovati la mattina del 12 aprile dalla figlia quattordicenne di Sue, Sheila. Anche i due figli minori di Sue, Rick e Greg, così come il loro amico Justin Smartt, erano in casa, ma erano incolumi. Tina mancava dalla scena.
Tina rimase una persona scomparsa fino all'aprile 1984, quando il suo cranio e molte altre ossa furono recuperate a Camp Eighteen, in California, vicino a Feather Falls, nella Contea di Butte. Nel corso degli anni successivi sono stati esaminati diversi indizi e sospetti, sebbene non siano state presentate accuse. I successivi sceriffi nella Contea di Plumas affermerebbero che l'inchiesta iniziale era disorganizzata e venne condotta male, con il risultato di trascurare prove cruciali. Sono stati annunciati diversi nuovi indizi nel XXI secolo, tra cui la scoperta di un martello in uno stagno nel 2016, nonché annunci riguardanti la scoperta di nuove prove del DNA.
Gli omicidi di Keddie hanno ricevuto l'attenzione dei media nazionali, inclusa la copertura sulla rivista People, una serie di documentari su Investigation Discovery ed un documentario indipendente del 2008 intitolato Cabin 28. Il rinnovato interesse pubblico nel caso è stato in parte scatenato dall'uscita del film horror del 2008 The Strangers, che vari bloggers su Internet hanno teorizzato essere ispirato agli omicidi di Keddie; nonostante lievi somiglianze, la produzione del film ha respinto tali teorie.

## Storia

### Antefatto
Nell'autunno del 1980, Glenna Susan "Sue" Sharp (nata Davis, il 29 marzo 1945 a Springfield, Massachusetts), insieme ai suoi cinque figli, lasciò la sua casa in Connecticut dopo essersi separata dal marito, James Sharp. Decise di trasferirsi nella California settentrionale, dove all'epoca risiedeva suo fratello Don. Una volta arrivata in California, iniziò ad affittare la Cabina 28 al Keddie Resort di Keddie, comunità rurale della Sierra Nevada. Lì, risiedeva con il figlio quindicenne John (nato il 16 novembre 1965); la figlia quattordicenne Sheila; la figlia dodicenne Tina (nata il 22 luglio 1968); e i due figli minori, Rick (10 anni) e Greg (5 anni).
L'11 aprile 1981, verso le 13:30, Sue e Sheila partirono da Keddie per andare a prendere John e la sua amica Dana Hall Wingate (nata l'8 febbraio 1964) a Gansner Park a Quincy, California, e li riportarono a Keddie, a circa 5 miglia (8,0 km) di distanza. Due ore dopo, intorno alle 15:30, John e Dana fecero l'autostop per tornare a Quincy, dove avrebbero potuto avere dei piani per visitare gli amici. Intorno a quest'ora, i due furono visti nel centro della città. Una donna del posto, Donna Williams, dichiarò di averli raccolti davanti ad un negozio di pneumatici e di averli fatti fare un giro lungo la strada per la casa di un altro amico. I due furono successivamente visti assistere ad una festa all'Oakland Camp a Quincy.
Quella stessa sera, Sheila aveva in programma di passare la notte con la famiglia Seabolt, che viveva in una cabina adiacente, mentre Sue rimase a casa con Rick, Greg ed il giovane amico dei ragazzi, Justin Smartt. Sheila lasciò la casa poco dopo le 20:00, lasciando sua madre sola con i bambini più piccoli. Tina, che stava guardando la televisione dai Seabolt, tornò a casa nella cabina verso le 21:30 dopo che Sheila era arrivata per trascorrere la notte.

### Omicidi e scoperta
Intorno alle 7:00 di mattina del 12 aprile, Sheila fece ritorno a casa e scoprì i cadaveri di Sue, John e Dana nel soggiorno della cabina. Tutti e tre erano stati legati con nastro adesivo e filo metallico. Tina era assente da casa, mentre i tre bambini più piccoli (Rick, Greg e Justin) erano incolumi in una camera da letto adiacente. I rapporti iniziali affermavano che i tre giovani ragazzi avevano dormito durante l'incidente, anche se in seguito questo fu contraddetto. Dopo aver scoperto i delitti, Sheila si precipitò di nuovo nella cabina dei Seabolts per chiedere aiuto, quindi James Seabolt recuperò Rick, Greg e Justin attraverso la finestra della camera da letto. In seguito egli ammise di essere entrato brevemente nella cabina attraverso la porta sul retro per vedere se qualcuno fosse ancora vivo, potenzialmente contaminando la scena del crimine.
Gli omicidi di Sue, John e Dana furono particolarmente feroci: furono trovati sulla scena due coltelli insanguinati ed un martello, e uno dei coltelli (un coltello da bistecca in seguito identificato per essere stato usato negli omicidi) erano stati piegati a metà a causa della forza estrema. Le tracce degli schizzi di sangue all'interno della casa indicavano che gli omicidi di Sue, John e Dana erano tutti avvenuti nel soggiorno.
Sue venne trovata sdraiata su un fianco vicino al divano del soggiorno, nuda dalla vita in giù ed imbavagliata con una bandana blu e le sue mutandine erano state fissate con del nastro adesivo. Era stata pugnalata al petto, la sua gola era stata tagliata e sul lato della sua testa c'era un'impronta che corrispondeva al calcio di una pistola Daisy 880 BB gun. John si trovava vicino alla porta d'ingresso, a faccia in su, con le mani coperte di sangue e legato con un nastro medico. La sua gola era stata tagliata. Dana era sul pavimento accanto a lui a pancia in giù, presentava diverse ferite alla testa ed era stata strangolata manualmente. Le caviglie di Dana e quelle di John erano collegate da un filo elettrico. Tutte e tre le vittime presentavano un trauma da corpo contundente, causato da un martello. Le autopsie determinarono che le vittime erano morte per ferite da coltello e traumi da corpo contundente.

### Indagine iniziale
Sheila e la famiglia Seabolt (con cui Sheila aveva trascorso la notte nella cabina vicina) non udirono confusione durante la notte; una coppia che viveva nelle vicinanze fu svegliata intorno all'una e mezza del mattino da quello che sembrava un urlo smorzato, ma non riuscì a capire da dove potesse provenire. La giacca di Tina, delle scarpe ed una scatola da scarpe che conteneva vari strumenti, mancavano dalla cabina, sulla cui porta mancavano dei segni di scasso. Un'impronta digitale non identificata è stata trovata sul corrimano delle scale che conducono alla porta posteriore della cabina. Il telefono della cabina era stato lasciato sganciato, le luci erano spente e le tende erano chiuse.
I sospetti interrogati includevano un uomo scomparso da Keddie poco dopo gli omicidi e successivamente trovato in Oregon. Dopo essere stato sottoposto a un esame poligrafico, il sospettato è stato rilasciato. Una delle vicine dei Sharp, Marilyn Smartt (la madre di Justin), in seguito affermò di aver trovato una giacca insanguinata appartenente a Tina nel suo seminterrato e di averla consegnata alla polizia, anche se non esiste alcuna documentazione ufficiale di ciò. Suo marito, Martin Smartt, affermò anche che un martello da carpentiere era inspiegabilmente scomparso da casa sua. Lo sceriffo della contea di Plumas, Doug Thomas, che investigò sul caso, in seguito dichiarò che Martin aveva fornito "indizi infiniti" del caso, che sembravano "allontanare il sospetto da lui." Oltre ad interrogare gli Smartt, i detective hanno interrogato numerosi altri locali e vicini; diversi di loro, tra cui i membri della famiglia Seabolt, hanno ricordato di aver visto un furgone verde sconosciuto parcheggiato davanti alla cabina degli Sharp intorno alle 21:00. Altri hanno ricordato di aver notato un Datsun marrone parcheggiato nella residenza quella sera, che sembrava avere una gomma a terra.
Justin raccontò storie contrastanti della serata, compreso il fatto che aveva sognato dettagli sugli omicidi, anche se in seguito dichiarò di aver effettivamente assistito ai delitti. Nel suo ultimo resoconto degli eventi, raccontato sotto ipnosi, ha affermato di aver sentito dei rumori provenienti dal soggiorno mentre stava guardando la televisione in camera da letto con Rick e Greg. Indagando sulla loro provenienza, vide Sue con due uomini: uno con i baffi e i capelli lunghi, l'altro rasato con i capelli corti; entrambi portavano gli occhiali. Secondo quanto riportato da Justin, John e Dana entrarono in casa ed iniziarono a litigare animatamente con gli uomini. Scoppiò una rissa, Tina entrò nella stanza e venne portata fuori dalla porta sul retro della cabina da uno degli uomini.

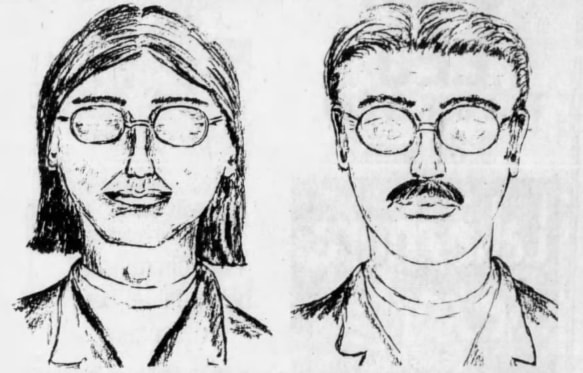
Schizzi compositi originali di due sospetti basati sulla testimonianza di Justin, che affermò di aver assistito ai delitti

Sulla base delle descrizioni di Justin, gli schizzi compositi di due uomini sconosciuti furono prodotti dall'artista forense Harlan Embry. Nei comunicati stampa che accompagnano gli schizzi, i sospetti erano descritti tra i venti e i trent'anni; uno alto circa 1,80 metri con i capelli biondi scuri, e l'altro alto tra i 1,68 e gli 1,78 metri con capelli neri unti. Entrambi indossavano occhiali da sole con montatura in oro.
Voci sul fatto che i delitti fossero di tipo ritualistico o motivati dal traffico di stupefacenti sono state respinte dallo sceriffo della Contea di Plumas Doug Thomas, che ha dichiarato nella settimana successiva agli omicidi che non sono stati trovati oggetti o droghe illegali nella casa. Carla McMullen, una conoscenza di famiglia, in seguito disse agli investigatori che Dana Wingate aveva recentemente rubato una quantità sconosciuta di LSD da spacciatori locali, sebbene non fosse in grado di fornire prova di tale affermazione. Sono state impiegate circa 4.000 ore di lavoro sul caso, che Thomas ha descritto come "frustrante." Nel dicembre 1983, i detective hanno escluso i serial killer Henry Lee Lucas e Ottis Toole come potenziali sospettati.

### Recupero dei resti di Tina Sharp
Poiché si riteneva che Tina fosse stata rapita dalla scena del crimine, la sua scomparsa fu inizialmente indagata dal Federal Bureau of Investigation (FBI), sebbene fosse stato riferito il 29 aprile 1981 che l'FBI aveva "appoggiato" la ricerca mentre il Dipartimento di Giustizia stava facendo un "lavoro adeguato" e "rendeva superflua la presenza dell'FBI". Una ricerca a griglia della zona che copre un raggio di 5 miglia (8,0 km) intorno alla cabina è stata condotta con le unità cinfofile, ma gli sforzi sono stati inutili.
Il 22 aprile 1984, 3 anni e 11 giorni dopo gli omicidi e la scomparsa di Tina, un collezionista di bottiglie scoprì una parte di cranio di un teschio umano e parte di una mandibola a Camp Eighteen vicino a Feather Falls, nella vicina Contea di Butte, una distanza di circa 100 miglia (160 km) da Keddie. Poco dopo l'annuncio della scoperta, l'ufficio dello sceriffo della Contea di Butte ha ricevuto una chiamata anonima che ha identificato i resti come appartenenti a Tina, ma la chiamata non è stata documentata nel caso. Una registrazione di questa chiamata è stata trovata in fondo ad una scatola delle prove ad un certo punto dopo il 2013 da un vice sceriffo al quale è stato assegnato il caso. I resti furono confermati da un patologo forense come quelli di Tina Sharp nel giugno 1984. Vicino ai resti, i detective trovarono anche una coperta da bambino, una giacca di nylon blu, un paio di jeans Levi Strauss con la tasca posteriore mancante ed un dispenser di nastro chirurgico vuoto.

### Sviluppi successivi
Glenna Susan Sharp e i suoi figli John e Tina furono sepolti nel Quincy Cemetery di Quincy, in California. La cabina nella quale erano vissuti e nella quale sono avvenuti gli omicidi è stata demolita nel 2004.
Nel 1996, Robert Joseph Silveria, Jr., fu esaminato come potenziale sospetto negli omicidi.
In un documentario del 2008 sugli omicidi, Marilyn Smartt ha affermato di sospettare che suo marito Martin e il suo amico John "Bo" Boubede (a volte riportato come "John Boudee") erano responsabili degli omicidi di Sue, John, Dana e Tina. Marilyn affermò che la sera degli omicidi aveva lasciato Martin e Boubede in un bar locale intorno alle 23:00 ed era tornata a casa per andare a dormire. Intorno alle 2:00 di notte del 12 aprile, dichiarò di essersi svegliata e di aver trovato i due intenti a bruciare un oggetto sconosciuto nella stufa a legna. Inoltre, ha affermato che Martin "odiava Johnny Sharp con passione." Tuttavia, nel documentario del 2008, lo sceriffo Doug Thomas dichiarò di aver interrogato personalmente Martin e che questi aveva superato un esame poligrafico. Martin Smartt morì di cancro a Portland, in Oregon, nel giugno 2000. John Boubede, che presumibilmente aveva legami con il crimine organizzato a Chicago, vi morì lì nel 1988.
Il 24 marzo 2016, un martello corrispondente alla descrizione del martello che Martin sosteneva di aver perso è stato scoperto in uno stagno locale e messo in evidenza dall'investigatore speciale della Contea di Plumas Mike Gamberg. Lo sceriffo della Contea di Plumas Hagwood, che aveva 16 anni al momento degli omicidi e conosceva personalmente la famiglia Sharp, dichiarò: "il luogo in cui è stato trovato... Sarebbe stato messo intenzionalmente lì. Non sarebbe stato collocato inavvertitamente fuori posto." Gamberg affermò inoltre che a quel tempo erano in esame sei potenziali sospetti. In un articolo del 2016 pubblicato dal The Sacramento Bee, che descriveva in dettaglio la scoperta del martello, era riportato che, poco dopo gli omicidi, Martin aveva lasciato Keddie e si era recato a Reno, in Nevada, e da lì aveva inviato una lettera alla moglie Marilyn nella quale parlava del loro matrimonio e nella quale asseriva: "Ho pagato il prezzo del tuo amore e ora l'ho comprato con la vita di quattro persone." In un'intervista del 2016, Gamberg dichiarò che la lettera era stata "trascurata" nell'inchiesta iniziale e non venne mai ammessa come prova. In seguito ha criticato la qualità dell'indagine iniziale, dicendo: "Potresti prendere qualcuno appena uscito dall'Accademia e avrebbero fatto un lavoro migliore." Un consigliere che Martin visitava regolarmente avrebbe affermato che egli avrebbe ammesso gli omicidi di Sue e Tina, ma che avrebbe anche affermato "Non avevo nulla a che fare con [i ragazzi]." Presumibilmente disse al consigliere che Tina fu uccisa per impedirle di identificarlo, poiché aveva "assistito al tutto."
Nell'aprile 2018, Gamberg dichiarò che le prove del DNA recuperate da un pezzo di nastro adesivo sulla scena del crimine corrispondevano a quelle di un noto sospetto vivente.

## Nei media
Il film horror del 2008 The Strangers, che descriveva nel dettaglio l'imboscata di una coppia in una casa di vacanza rurale da parte di tre aggressori mascherati, ha suscitato un nuovo interesse nel caso derivante dai blogger di Internet che hanno fatto confronti tra gli eventi raffigurati nel film e gli omicidi di Keddie. Tuttavia, il film non è ispirato a quegli eventi anche se distribuito come "ispirato da eventi reali." Lo stesso anno è stato rilasciato un film indipendente che raccontava gli omicidi, intitolato Cabin 28.
Gli omicidi sono stati nuovamente esaminati nella serie documentaristica People Magazine Investigates che è andata in onda sul canale Investigation Discovery.
Nel 2017 è stato realizzato un altro film horror ispirato agli omicidi di Keddie, intitolato Cabin 28.